# Óscar Perales
Óscar Perales Pérez (Los Corrales de Buelna, Cantabria, España, 9 de diciembre de 1983) es un exjugador de balonmano español. Jugaba de central y su equipo fue el Club Balonmano Valladolid de la Liga ASOBAL de España. Recibió la insignia de oro y brillantes del Club Deportivo Elemental DelaSalle por su trayectoria deportiva.

## Clubes
- Club Deportivo Elemental DelaSalle (club de procedencia, Los Corrales de Buelna)
- Club Balonmano Ademar León
- Club Balonmano Valladolid

## Palmarés
- 2 Recopa de Europa: 2004-2005, 2008-2009

## Selección nacional
Ha sido internacional con la selección de balonmano de España.